# داش ألمالو
داش‌ ألمالو هي قرية في مقاطعة أذر شهر، إيران. عدد سكان هذه القرية هو 788 في سنة 2006.